# Парагуасу (река)
Парагуасу́ (порт. Rio Paraguaçu) — река в штате Баия на востоке Бразилии.
Длина реки составляет около 500 км.
Парагуасу начинается около южной окраины гор Серра-ду-Синкора в центральной части штата. В верховье до слияния с Сан-Антониу течёт в основном на север, потом — на восток. Впадает в бухту Тодуз-ус-Сантус около Марагожипи. Основной приток — Жакуипи.
В нижнем течении судоходна на 40 км, до Кашуэйры.